# Санта-Ана (Колумбія)
Санта-Ана (ісп. Santa Ana) — місто та муніципалітет на півночі Колумбії, на території департаменту Маґдалена.

## Історія
Поселення, з якого пізніше виросло місто було засноване в 1751 році. Муніципалітет Санта-Ана був виділений в окрему адміністративну одиницю в 1918 році.

## Географія

Муніципалітет Санта-Ана

Місто розташоване в південній частині департаменту, на правому березі рукава Момпос річки Магдалена, на відстані приблизно 213 кілометри на південний-захід (SSW) від Санта-Марти, адміністративного центру департаменту Маґдалена. Абсолютна висота — 25 метрів над рівнем моря.
Муніципалітет Санта-Ана межує на півночі з територіями муніципалітетів Аріґуані, Нуева-Ґранада і Плато, на північному заході — з муніципалітетом Санта-Барбара-де-Пінто, на південному сході — з муніципалітетами Сан-Зенон і Піхіньйо-дель-Кармен, на південному заході — з територією департаменту Болівар, на сході — з територією департаменту Сесар. Площа муніципалітету складає 1479 км².

## Населення
За даними Національного адміністративного департаменту статистики Колумбії, сукупна чисельність населення міста та муніципалітету в 2015 році становила 25 938 осіб.
Динаміка чисельності населення муніципалітету за роками:
| 2005   | 2006   | 2007   | 2008   | 2009   | 2010   | 2011   | 2012   | 2013   | 2014   | 2015   |
| ------ | ------ | ------ | ------ | ------ | ------ | ------ | ------ | ------ | ------ | ------ |
| 23 235 | 23 440 | 23 684 | 23 929 | 24 195 | 24 468 | 24 749 | 25 034 | 25 329 | 25 628 | 25 938 |

Згідно з даними перепису 2005 року чоловіки становили 52,8 % від населення Санта-Ани, жінки — відповідно 47,2 %. У расовому відношенні білі і метиси становили 99,4 % від населення міста; негри, мулати і райсальці — 0,5 %; індіанці — 0,1 %.
Рівень грамотності серед всього населення становив 79,2 %.

## Економіка
Основу економіки Санта-Ани складає сільськогосподарське виробництво.
59,1 % від загального числа міських і муніципальних підприємств складають підприємства торговельної сфери, 27,6 % — підприємства сфери обслуговування, 13 % — промислові підприємства, 0,3 % — підприємства інших галузей економіки.